# Margarida de Genebra
Margarida de Genebra ou Beatriz (em francês:  Marguerite; Genebra, c. 1180 — Pierre-Châtel, 8 de abril de 1257), era filha de Guilherme I de Genebra e de Beatriz de Faucigny.
Destinada a casar-se com Filipe II de França estava a ser levada pelo pai quando foi apanhada numa emboscada preparada por Tomás I de Saboia que a raptou para fazer dela a sua esposa, em Maio de 1195, e com a qual  teve treze filhos. Tomás para tomar essa decisão baseou-se no facto de Filipe II já ser casado com uma mulher que havia repudiado.
Margarida de Genebra está na ascendência directa da rainha do século XVI, Maria da Escócia.